# Peter Mackenzie
Peter MacKenzie (Boston, 19 de janeiro de 1961) é um ator estadunidense. Seu principal papel foi como o Gênio em Herman's Head. Ele é um ator de papéis secundários.